# Jing Wen
Li Jingwen (15 de octubre de 1993), conocida profesionalmente como Jing Wen, es una modelo china. Es considerada por Vogue una de las top models de su país. Es conocida por su trabajo con Prada. En julio de 2017, estaba entre las Top 50 modelos en la industria de la moda según models.com. Jing Wen ha figurado en la portada de Vogue Italia y Vogue China.

## Carrera
Jing Wen empezó su carrera con una agencia local. Rápidamente se mudó a Nueva York.

### Anuncios
Además de campañas para Prada, ha modelado para Calvin Klein, 7 For All Mankind Jeans, Dior, Topshop, Zara, Victoria Beckham, Tommy Hilfiger, Coach y Salvatore Ferragamo, entre otros. También protagonizó una campaña de H&M.

### Pasarela
Jing ha desfilado para Louis Vuitton, Prada, Chanel, Christian Dior, Alexandre Vauthier, Elie Saab, Viktor & Rolf, J. Mendel, Giambattista Valli, Valentino, Proenza Schouler, Burberry, Roberto Cavalli, Marc Jacobs y Marni, entre otros.
 Models.com la declaró "M"ejor novata en la temporada 2015.

### Editoriales
Ha aparecido en Vogue Estados Unidos, en la portada de T: The New York Times Style Magazine, en la portada de Vogue China dos veces, Teen Vogue, Love, la portada de Vogue Italia, Vogue Alemania y Numéro.